# Шпиколоси (Шептицький район)
Шпи́колоси — село в Україні, у Шептицькому районі Львівської області. Населення становить 380 осіб. Підпорядковане Сокальській міській громаді.

## Історія
Село завжди було частиною Волині, за часів Російської імперії це була Волинська губернія, за міжвоєнної Польщі — Волинське воєводство. 1940 року було утворено Горохівський район Волинської області, село входило до його складу, на 1946 рік було центром сільської ради.
Село Шпиколоси 19 січня 1961 року зі складу Горохівського району Волинської області було передано до складу Сокальського району Львівської області (Княжівська сільська рада). З 2020 року підпорядковується Сокальській міській громаді Червоноградського (Шептицького) району.

## Релігія
У селі знаходиться церква Святої Трійці, побудована 1850 року. Оскільки село належало до Російської імперії, храм має архітектуру, характерну для церков Волині того часу і пофарбований у характерний блакитний колір, що теж притаманно волинській церковній архітектурі. Цей храм — єдина дерев'яна церква на території сучасної Львівщини, що репрезентує церковну архітектуру часів Російської імперії.